# Parque natural de la Laguna Negra y los Circos Glaciares de Urbión
El parque natural Laguna Negra y Circos Glaciares de Urbión es un espacio protegido situado en los Picos de Urbión, en la comarca soriana de Pinares en Castilla y León, España.

## Descripción
Tiene una extensión de 4617 hectáreas, repartidas por los municipios de Covaleda, Duruelo de la Sierra y Vinuesa. Fue declarado parque natural en el año 2010. Se nuclea en torno a la Laguna Negra de Urbión, famosa por el relato que Antonio Machado escribió en 1912 titulado Los hijos de Alvargónzalez.
El parque está integrado en la Red Natura 2000, forma parte de la Zona de Especial Protección para las Aves (ZEPA) y está declarado "Lugar de Importancia Comunitaria" (LIC) de la Sierra de Urbión y Cebollera.
La mayor parte de la superficie del parque se encuentra por encima de los 1700 metros de altura, en la franja oromediterráneo entre los 1500 y 2000 metros de altitud. El paisaje es glaciar modelado en el cuaternario. Abundan las lagunas de origen glacial, estando algunas de ellas recogidas en el Catálogo Regional de Zonas Húmedas de Castilla y León. Destacan la laguna Negra, la laguna Larga, la laguna Helada, la laguna Mansegosa y laguna del Hornillo. El pico Urbión, con sus 2228 metros de altura, es la mayor cota del parque y una de las cumbres más altas de la provincia de Soria; en él nace el río Duero.
La diversidad de ecosistemas que se dan en el área del parque hacen que este sea relevante. Pastizales de montaña, forestas de coníferas, ríos, arroyos y lagunas hacen que estas tierras sean un ejemplo de paisaje característico de la alta montaña mediterránea ibérica.

## El origen glacial

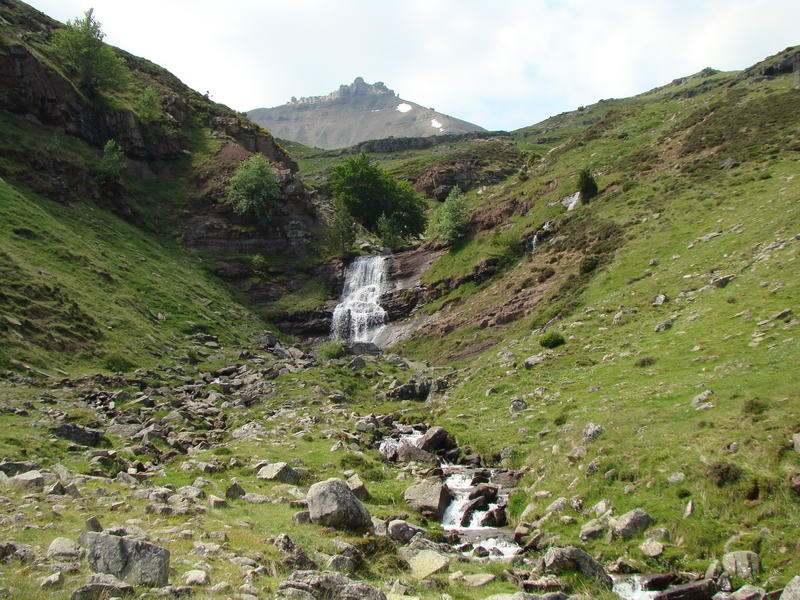
Tramo inicial del río Urbión. Detrás, el pico Urbión

El clima glacial del cuaternario ha modelado un paisaje característico, donde los circos glaciales han sido ocupados por lagunas resultado de la acción glaciar y periglaciar, donde se ha dado la sobreexcavación de la base de los circos, que se cierran por arcos morrénicos, impidiendo la evacuación del agua acumulada. 
La morrena glacial se encuentra en la actualidad cubierta por vegetación. Los grandes bloques de piedra que se ven por el parque (bloques erráticos) también son testigos de los glaciares cuaternarios de hace 2 millones de años.

## Flora
Una vasta masa de pino negro y pino silvestre ocupa los valles del Revinuesa y del Duero. En las laderas a umbría por encima de los 1400 metros de altitud se da el haya, mientras que en los lugares rocosos se produce un bosque de mezcla entre pino albar y otros árboles. En las alturas superiores a 1800 metros, donde se dan duras condiciones climáticas, se desarrollan pastizales de montaña y matorral compuesto por especies como el biércol, enebro y arándano. 
En las partes más altas se dan especies almohadilladas de flora alpina, entre los que se encuentran algunas especies endémicas como la armeria y la margarita alpina.

## Fauna
La variada vegetación permite que la fauna también sea variada. Hay reptiles típicos de ambientes atlánticos, como el lagarto verde y la víbora áspid; anfibios, como el tritón jaspeado; mamíferos como ardilla, garduña, zorro, comadreja, tejón, ciervo, corzo y jabalí. También se pueden llegar a ver lobos, nutrias y visones europeos.
En los pinares se encuentran aves como el piquituerto, el carbonero palustre, la chocha perdiz, el agateador común, el trepador azul o el pinzón vulgar. Mientras que en la montaña hay acentor alpino, collalba gris o bisbita alpina. Las rapaces son la joya del parque y una de las causas de su integración en la ZAPA. Hay águila culebrera, halcón peregrino y águila real, entre otras. También se ve perdiz pardilla. 
Entre los invertebrados destaca el coleóptero asociado a los bosques de hayas.

## Patrimonio
El patrimonio cultural de los pueblos en que se asienta el parque es muy relevante, rico y variado. La arquitectura popular es muy variada, con toda clase de construcciones. El patrimonio etnográfico muy rico y poco alterado.

### Covaleda
Covaleda es una población en la que destacan los puentes sobre el río Duero, que se encuentran entre los más interesantes de Soria, como el puente de Santo Domingo y el Puente Soria. La iglesia de San Quirico y Santa Julita, de estilo gótico, es su edificio más relevante.

### Duruelo de la Sierra
Duruelo de la Sierra es el primer pueblo que se encuentra el Duero en su largo recorrido hasta Oporto. El mirador de Castroviejo da una bonita vista sobre el valle y llama la atención el trabajo creado por la erosión. La iglesia, de origen prerrománico, es la pieza más importante del patrimonio, junto a la necrópolis de tumbas antropomórficas. Cerca están la Cueva y cascada Serena.

### Vinuesa
La población de Vinuesa cuenta con un conjunto histórico-artístico muy relevante, con buenos edificios de los siglos XVI al XVIII, como la Casa de Los Ramos, el palacio del marqués de la Vilueña, el palacio de Don Pedro de Neila, la iglesia de Nuestra Señora del Pino, del siglo XVII, o el puente romano.